# Atlantiska orkansäsongen 2011
Den atlantiska orkansäsongen 2011 startade officiellt den 1 juni och pågår till den 30 november. Det är under den perioden som de flesta tropiska cykloner formas i den nordatlantiska tropiska cyklonzonen. För första gången sedan tillförlitlig statistik började upprättas 1851 har ingen av de åtta först namngivna stormarna nått orkanstyrka. Den första antlantiska orkanen under säsongen var Irene. 